# Charvatce (Libčeves)
Charvatce je malá vesnice, část obce Libčeves v okrese Louny. Nachází se asi tři kilometry jihozápadně od Libčevsi. V roce 2011 zde trvale žilo 57 obyvatel.
Charvatce leží v katastrálním území Charvatce u Loun o rozloze 3,51 km².

## Historie
První písemná zmínka o vesnici pochází z roku 1203.

## Obyvatelstvo
Při sčítání lidu v roce 1921 zde žilo 136 obyvatel (z toho 57 mužů), z nichž bylo 26 Čechoslováků a 110 Němců. Většina se hlásila k římskokatolické církvi, ale pět lidí patřilo k evangelickým církvím, devět k církvi československé a jeden člověk byl bez vyznání. Podle sčítání lidu z roku 1930 měla vesnice 160 obyvatel: padesát Čechoslováků, 109 Němců a jednoho cizince. Stále převažovala římskokatolická většina, ale žil zde také jeden evangelík, 21 členů církve československé, jeden člen jiných nezjišťovaných církví a tři lidé bez vyznání.
|                                                            | 1869 | 1880 | 1890 | 1900 | 1910 | 1921 | 1930 | 1950 | 1961 | 1970 | 1980 | 1991 | 2001 | 2011 |
| ---------------------------------------------------------- | ---- | ---- | ---- | ---- | ---- | ---- | ---- | ---- | ---- | ---- | ---- | ---- | ---- | ---- |
| Obyvatelé                                                  | 118  | 147  | 170  | 170  | 167  | 136  | 160  | 115  | 97   | 72   | 62   | 52   | 38   | 57   |
| Domy                                                       | 24   | 26   | 27   | 30   | 36   | 34   | 32   | 45   | 42   | 21   | 17   | 26   | 30   | 38   |
| Počet domů z roku 1961 zahrnuje domy místní části Mnichov. |      |      |      |      |      |      |      |      |      |      |      |      |      |      |

## Galerie

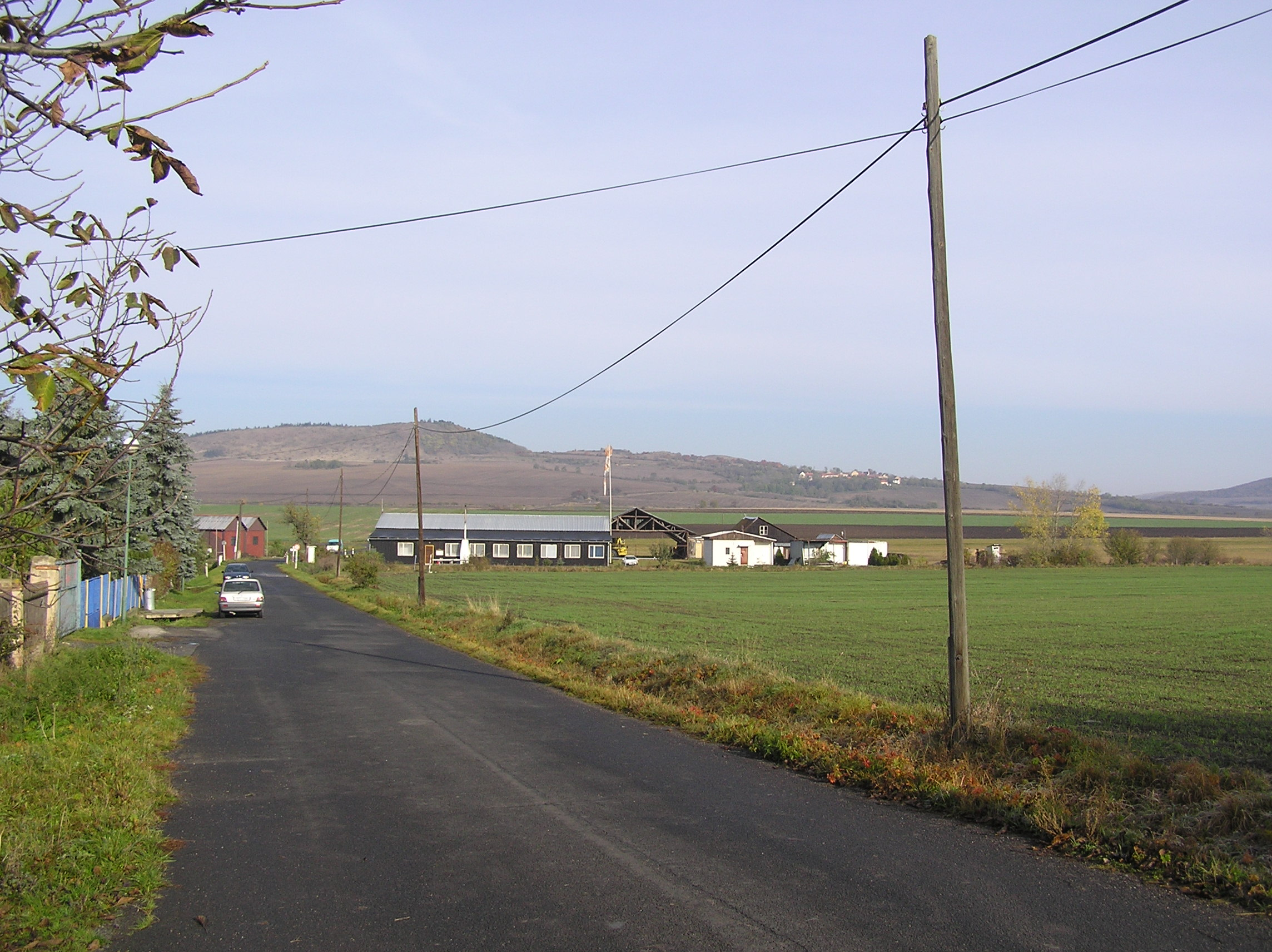
Sportovní letiště v Charvatcích
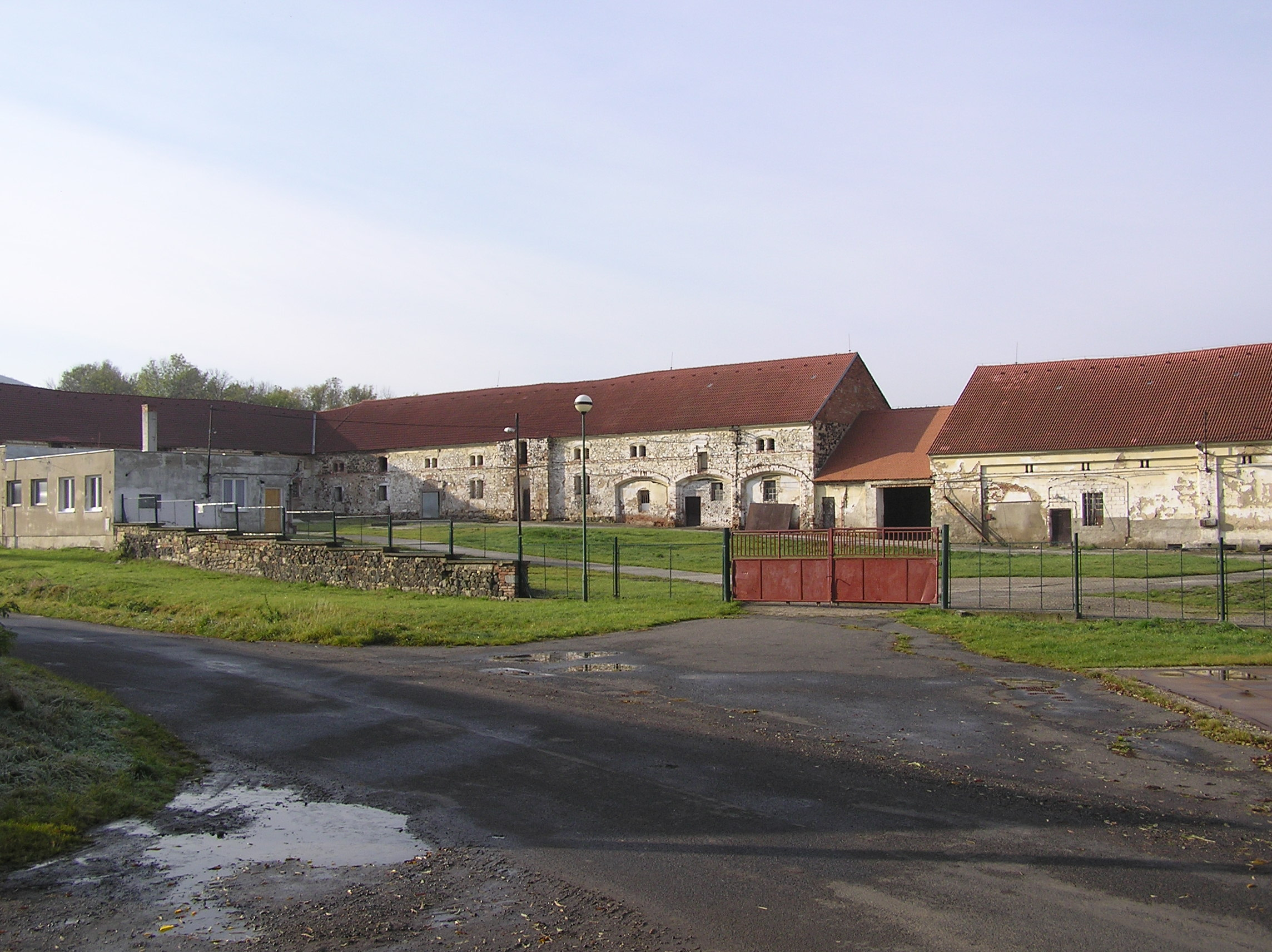
Statek na návsi
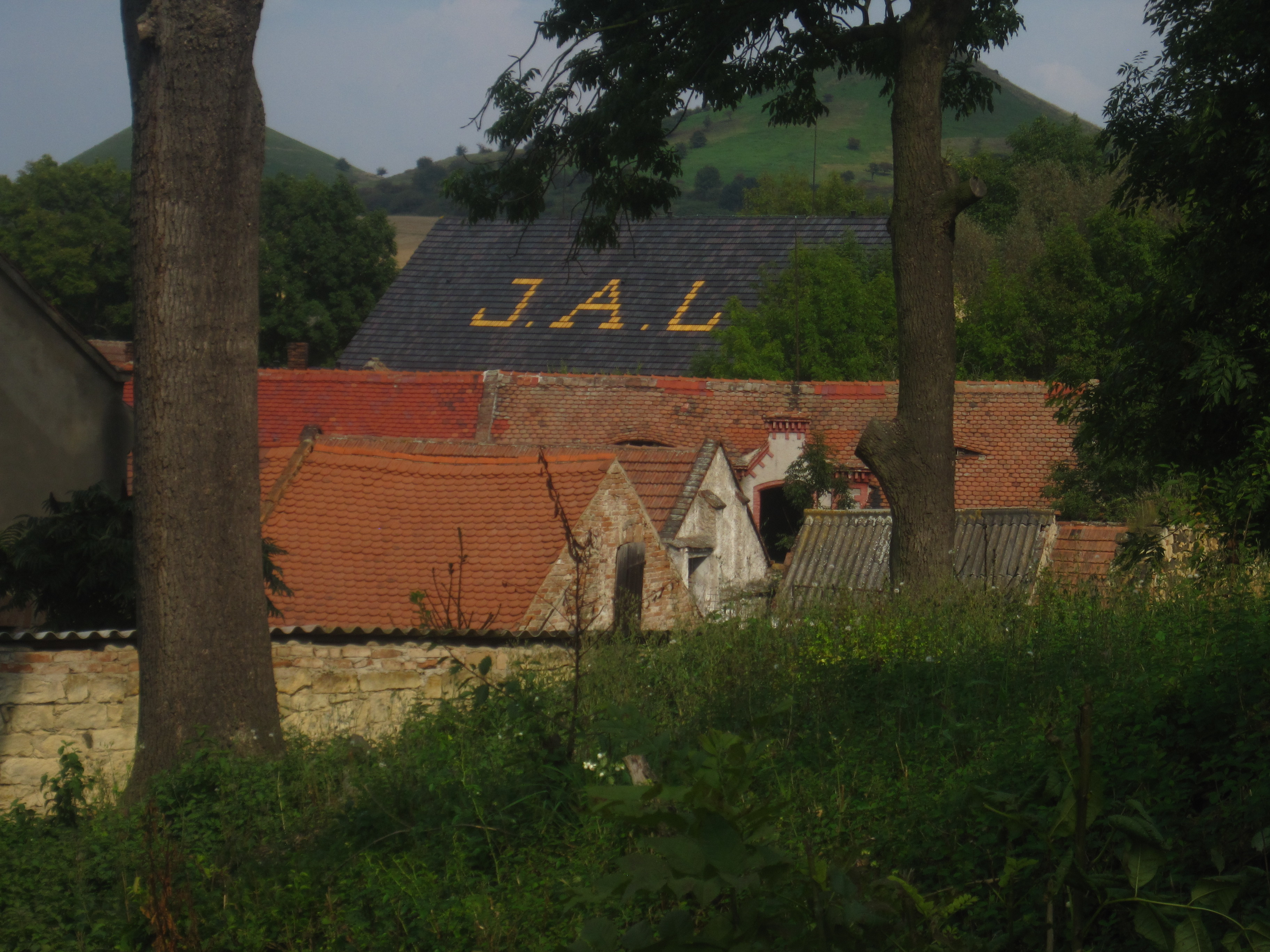
Starobylé střechy statků
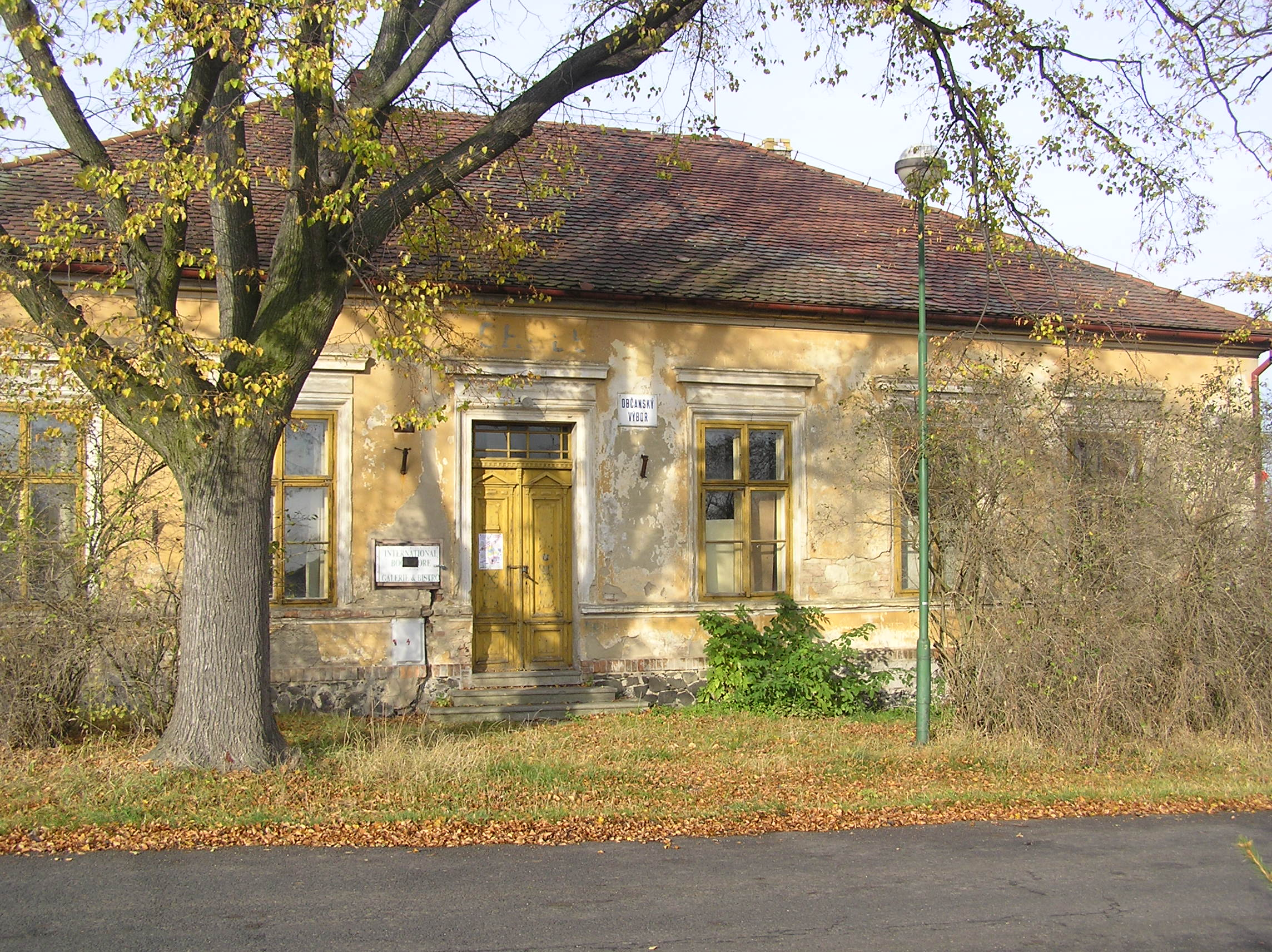
Bývalá škola
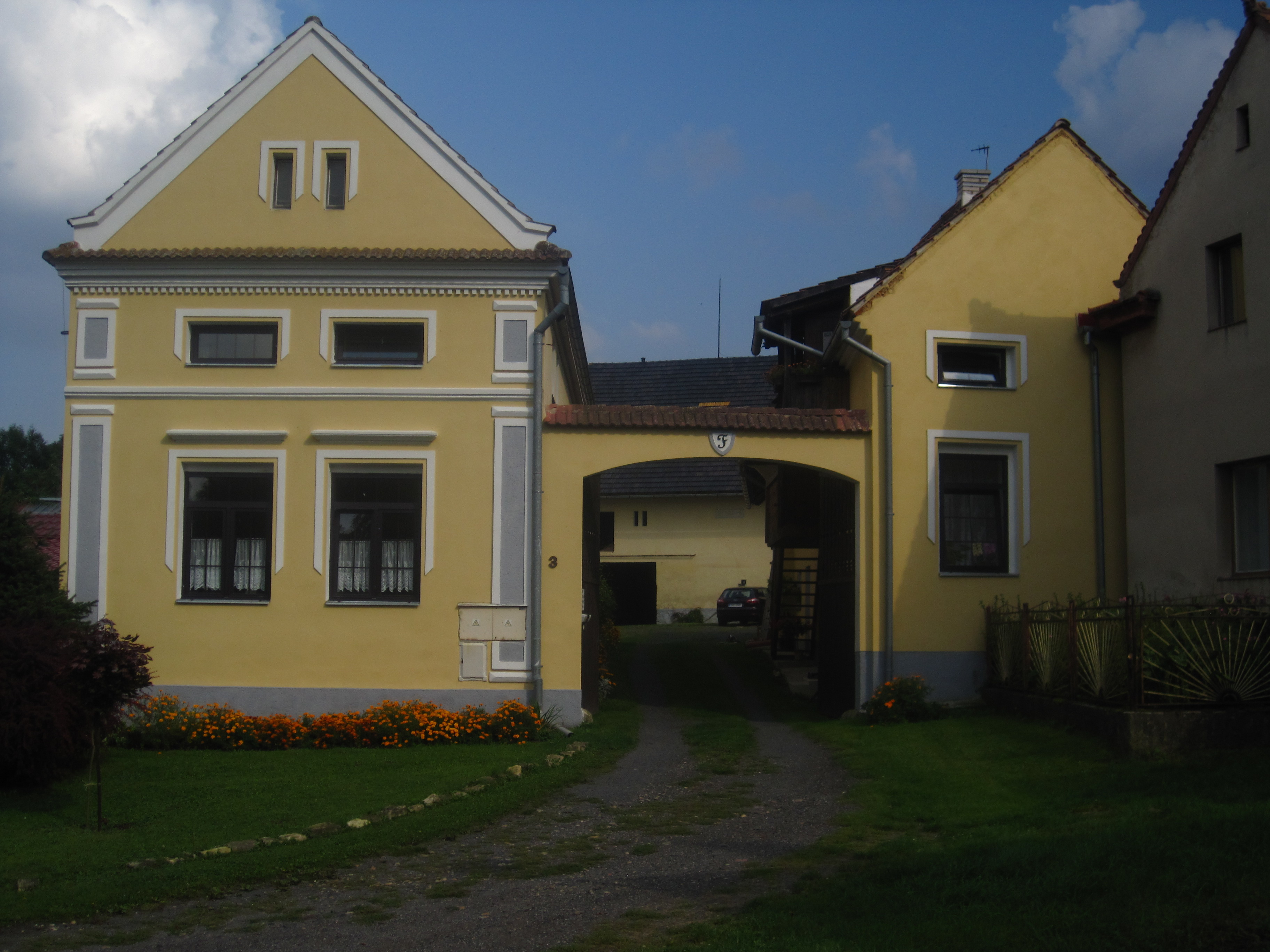
Lidová architektura čp. 3
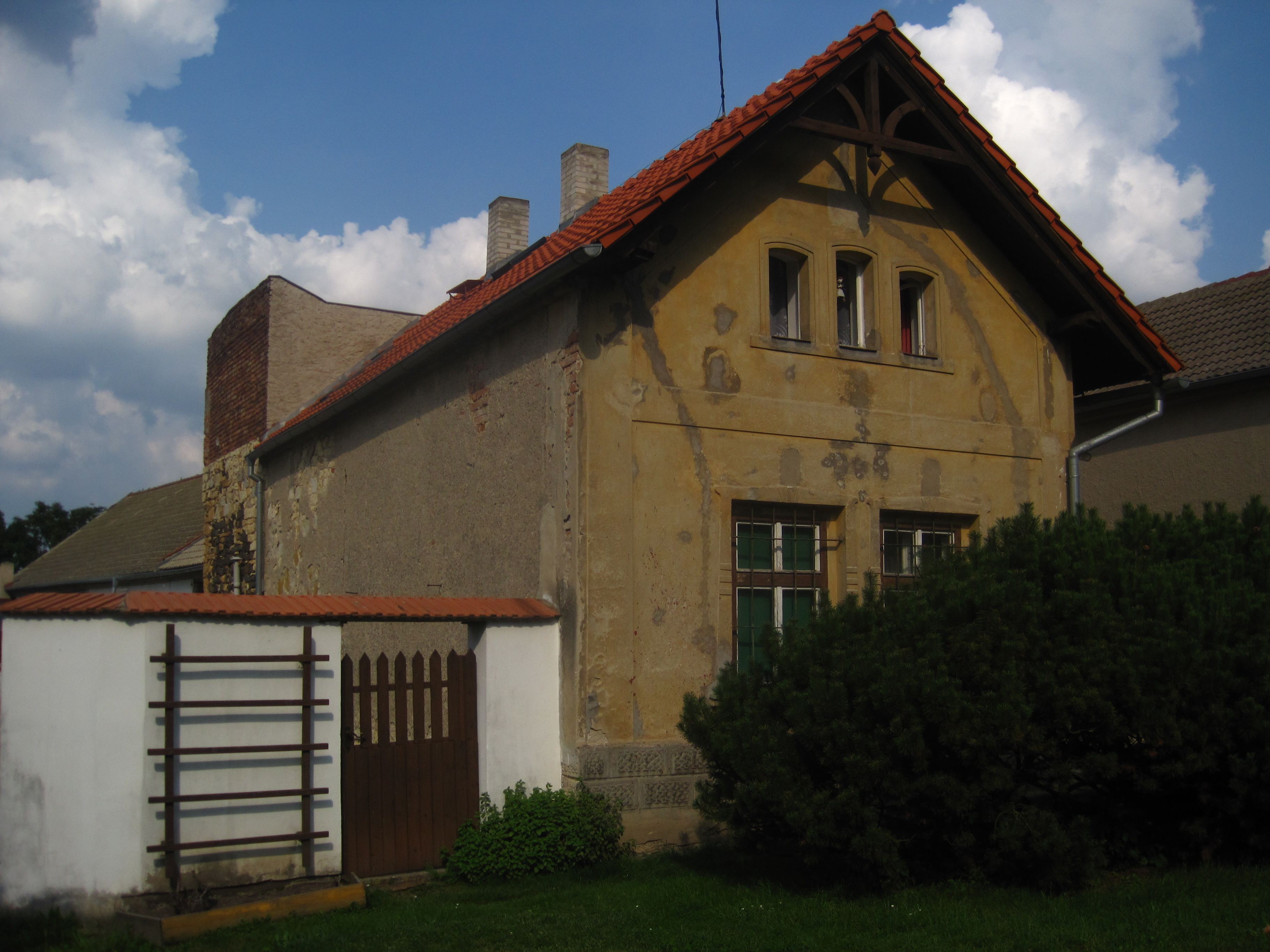
Stavení čp. 21